# Proteostrenia pica
Proteostrenia pica är en fjärilsart som beskrevs av Alfred Ernest Wileman 1911. Proteostrenia pica ingår i släktet Proteostrenia och familjen mätare. Inga underarter finns listade i Catalogue of Life.